# Luật về các Quyền 1689
Luật về các Quyền 1689 là một đạo luật mang tính bước ngoặt trong luật hiến pháp của Anh quy định một số quyền dân sự cơ bản nhất định và làm rõ ai sẽ là người kế thừa ngôi vua. Nó nhận được sự đồng ý của Hoàng gia vào ngày 16 tháng 12 năm 1689 và được xác nhận dưới hình thức theo luật định qua Tuyên ngôn về quyền được đưa ra bởi hội nghị Nghị viện cho William III và Mary II vào tháng 2 năm 1689, mời họ trở thành 2 người có chủ quyền chung của Anh. Luật về các Quyền đưa ra các giới hạn về quyền lực của quốc vương và đưa ra các quyền của Nghị viện, bao gồm yêu cầu có nghị viện thường trực, bầu cử tự do và tự do ngôn luận trong Nghị viện. Nó đặt ra một số quyền nhất định của các cá nhân bao gồm việc cấm các hình phạt tàn khốc và bất thường và thiết lập lại quyền của người Tin lành được có vũ khí để bảo vệ họ trong phạm vi pháp luật. Nó cũng bao gồm không có quyền đánh thuế nếu không có sự đồng ý của Nghị viện. Hơn nữa, Luật về các Quyền mô tả và lên án một số hành vi sai trái của James II của Anh.
Những ý tưởng này phản ánh những quan điểm của nhà tư tưởng chính trị John Locke và chúng nhanh chóng trở nên phổ biến ở Anh. Nó cũng đặt ra - hoặc, theo quan điểm của những người soạn thảo, khôi phục lại - những yêu cầu hiến pháp nhất định của nhà vua để tìm kiếm sự đồng ý của người dân, như được đại diện bởi Nghị viện.
Tại Vương quốc Anh, Luật về các Quyền được đi kèm với Magna Carta, Petition of Right, Đạo luật Habeas Corpus 1679 và Các đạo luật Quốc hội 1911 và 1949 như một số tài liệu cơ bản của hiến pháp Anh chưa được sửa đổi. Một văn kiện riêng biệt nhưng tương tự, Claim of Right Act 1689, áp dụng tại Scotland. Luật về các Quyền 1689 là một trong những mô hình cho Luật về các Quyền năm 1789 của Hoa Kỳ, Tuyên ngôn Nhân quyền của Liên Hợp Quốc năm 1948 và Công ước Châu Âu về Nhân quyền năm 1950.
Cùng với Act of Settlement 1701, Luật về các Quyền 1689 vẫn có hiệu lực trong tất cả Vương quốc Thịnh vượng chung. Sau Thỏa thuận Perth năm 2011, luật sửa đổi cả hai điều này đã có hiệu lực trên khắp Vương quốc Thịnh vượng chung vào ngày 26  tháng 3 năm 2015.